# 徳田博美
徳田 博美（とくだ ひろみ、1922年11月5日 - 2007年11月27日）は、日本の大蔵官僚。東京府出身。

## 来歴・人物
東京府立第一中学校、第一高等学校を経て、海軍主計科短期現役士官、所謂「短現組」第11期として、1944年9月、海軍経理学校卒業。戦後の1949年3月には国家公務員採用試験に合格。東京大学法学部政治学科を卒業し、大蔵省入省。大臣官房文書課配属。同期には高橋元（日本開発銀行総裁、公正取引委員会委員長、大蔵事務次官、主税局長、経済企画庁長官官房長）、金子太郎（丸三証券社長、環境事務次官）、戸塚岩夫（関税局長、理財局次長（旧理財担当））、北田栄作（造幣局長、同期トップ入省者）ら。
主計局主計官を経て、銀行局総務課長時代の1973年、第一勧銀合併、さらに太陽神戸銀行合併を実現して銀行行政史にその名を残した。ただ、続いて中小相互銀行や中小信用金庫らの2つの合併、住友銀行と関西相互銀行（後の関西銀行。現・関西みらい銀行。なお後に関西みらい銀行はびわこ銀行を吸収合併している）の合併には失敗した。これら一連の「金融効率化」行政は1981年の米里恕銀行局長（1951年入省）、土田正顕銀行課長（1959年入省）らによる新銀行法改正に連なっていった。のち、銀行局保険部長、大阪国税局長を経て、後藤達太の後を受け1977年6月から1979年7月まで銀行局長。
銀行局長時代には、社会問題化していたサラ金の規制に取り組む。1978年3月に全国銀行協会連合会等の関係六団体に対し、サラ金への融資を自粛を求める「徳田通達」を発した。また、貸金業規制法（1983年5月成立、同時に改正出資法成立）の素案を作成した。苛酷な取立てや過剰な貸付を禁止し、サラ金を登録制にし、大蔵省の立ち入り検査の対象にした。
退官後は、日本開発銀行理事（1979年7月 ~ 1981年9月）、商工組合中央金庫副理事長（1981年9月 ~ 1984年9月）、野村證券顧問（1984年9月 ~ 1994年3月）、野村総合研究所副社長（1984年12月 ~ 1988年1月）、同理事長（1988年1月 ~ 1991年12月）、同顧問（1991年12月 ~ ）を歴任。他に保険審議会会長など。野村総研副社長時代の1987年、金融制度調査会消費者信用問題専門委員会委員長として、消費者金融の健全な成長の為には、「銀行による適切な資金供給が望ましい」との見解を提出、この報告はのちの大手サラ金の株式上場（1993年）の後押しになったといわれている。また1988年2月には、金融制度調査会第二委員会に委員として所属、第二委は1989年5月、「子会社方式による銀行と証券の相互参入」の中間報告を打ち出した。
のちに、同じく野村證券出身の小林等（野村ファイナンス会長から武富士社長、顧問）の後を受けて、1994年2月 ~ 1996年3月にかけて武富士監査役に就任。また武富士には、大蔵省出身者として副会長の秋吉良雄（北海道開発事務次官、大蔵省官房審議官）がいた。このことから、1996年7月に手持ちの武富士の未公開株を処分した問題（同年8月に株式公開）でもマスコミにクローズアップされた。
銀行界における8%の自己資本比率規制（BIS規制）導入に際して、独自の論陣を張り、その後に起こることとなる金融界の凋落などの問題点を喝破するなど、金融や財政・税制問題のエコノミストとしても知られている。

## 著作
- 徳田博美編『壮大なる社会実験・アメリカの金融自由化 (新金融シリーズ21世紀への挑戦) 』金融財政事情研究会、1984年。
- 徳田博美編『自己資本比率規制と銀行経営戦略の転換―ROA・リスク管理確立への指針 (新金融シリーズ・21世紀への挑戦)』きんざい、1989年。ISBN 4322218512
- 共著『銀行取引小六法〈1993年版〉』金融財政事情研究会、1992年。ISBN 4322153062